# Filete chateaubriand

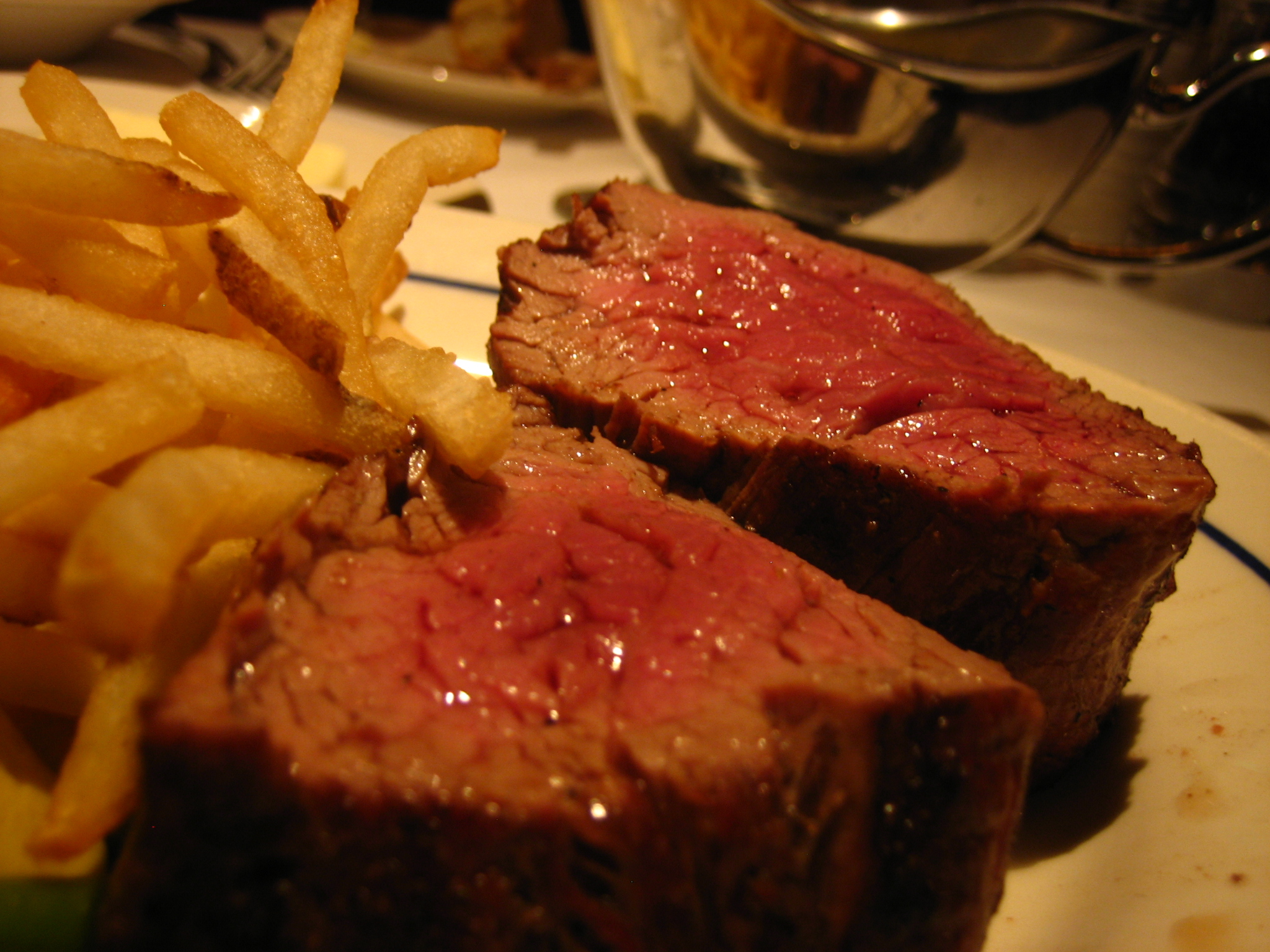
Cortes de chateaubriand, servidos con patatas fritas.

El chateaubriand, filete chateaubriand o filete a la Chateaubriand es un corte de carne que se obtiene a partir del solomillo de vacuno. Típico de la gastronomía francesa, el chateaubriand es relativamente grueso y compacto y está generalmente destinado a ser asado a la parrilla (es decir, sin materia grasa) o salteado sobre una sartén o una plancha (para lo cual se usa un poco de materia grasa, en general mantequilla).
Hoy en día, para referirse a este corte de carne, el término chateaubriand tiende mayoritariamente a ser iniciado en minúscula, aunque se conserva siempre la mayúscula inicial en la expresión «a la Chateaubriand» (en francés, à la Chateaubriand). Existe para este asado de carne una salsa de textura cremosa llamada «salsa chateaubriand» pero en la actualidad se suele servir, en la mayor parte de casos, con salsa bearnesa y pommes soufflées.

## Origen del nombre
Existen dos hipótesis sobre el origen del nombre de este corte de carne:
- Montmirail (o, según las fuentes, «Montmireil») fue el cocinero del escritor y diplomático francés François-René de Chateaubriand (1768–1848) y sería Montmirail quien en 1820 inventó este corte de carne asada para el escritor. Según Néstor Luján, François-René de Chateaubriand fue el primero en servir este tipo de asado a Napoleón Bonaparte.[1]
- El nombre de este filete podría haber adoptado la ortografía del apellido del escritor anteriormente mencionado únicamente por deformación de Châteaubriant, un municipio cuyo ganado bovino goza de cierto prestigio y que en la época de la popularización de este corte se encontraba en Bretaña (en la actualidad Châteaubriant se encuentra en Países del Loira).

## Características

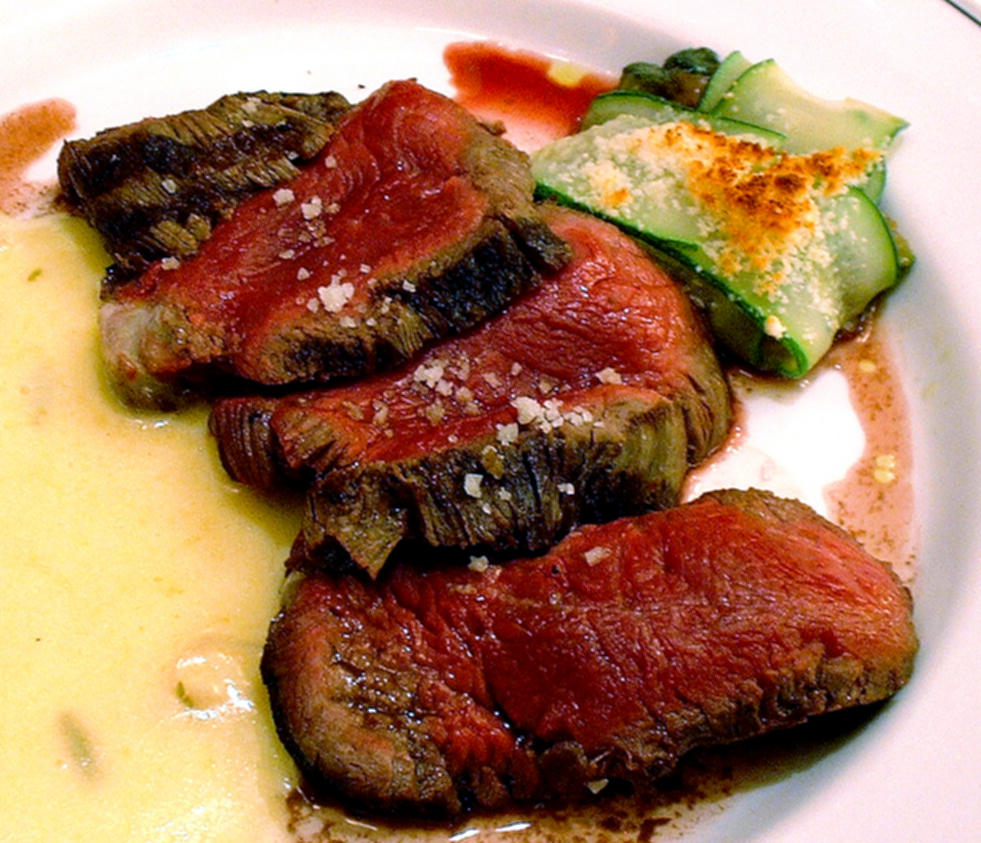
Chateaubriand con salsa bearnesa

Se suele poner a la parrilla atado con otros dos trozos de carne de buey en la parte exterior, de esta forma se asan los extremos durante casi diez minutos quedando el filete interior 'poco hecho', que es el Chateaubriand. La ración servida bajo esta denominación es generalmente de gran tamaño, el grosor del corte puede superar los cuatro centímetros y llegar a pesar entre el medio kilo y los 800 gramos. Se considera por su tamaño que es una ración para dos personas. 
Se suele servir 'poco hecho', con su interior ligeramente rosado, en un plato caliente. Las salsas de acompañamiento son muy variadas, una de las más frecuentes es la bearnesa, pero antaño se empleaba mucho una salsa basada en una reducción de chalotas con vino blanco en mantequilla, unas gotas de zumo de limón y estragón.

## Variantes
Bajo el apelativo château se suelen servir en los restaurantes otras piezas de buey o de ternera con una presentación similar pero acompañadas de patatas château o patatas duquesa.